# Чиназ
Чина́з (узб. Chinoz / Чиноз) — город (с 1972 года), административный центр Чиназского района Ташкентской области Узбекистана.

## История

### Раннесредневековый период
Чинанчикет сложился в раннее средневековье и символизировал активизацию торговых связей со степными народами и центром западного Каганата. Не случайно здесь в среднем течении долины Парака на контакте оазиса и степной зоны складывается узел из 6 городов, один из которых, городище Минг-Урюк, становится новой столицей владения.
Количественный рост городов Чачского оазиса, их топографические распределения обусловлены факторами экономического и социально-политического развития. Самая большая линия городских пунктов вытягивается по берегу Яксарта (Сырдарьи). Среди них важную роль играли города у переправы через Яксарт-Банокет (Шахрухия) и Чинанчикет (Чиназ).
Возникновение укреплённого города здесь относится к VI—VII векам, а расцвет его приходится на XI—XII века, когда город раскинулся на площади в 40 га. В саманидскую эпоху возросло значение северного пути из Согда в Шаш.
Открыта крепость, квадратная в плане, площадью 24 га, прикрывавшая переправу через реку Чирчик к Чиначкету. Руины последнего города лежат на берегу Чирчика в с. Чиназ.
В 1960-х годах в Государственный музей истории АН Узбекистана доставлен клад серебряных монет IX—XI веков из Чиназа, включающий множество их типов и вариантов из ряда районов Средней Азии, что свидетельствует о развитых торговых связях и в этот период. Общий вес клада составляет 12,5 кг.
Проведённые исследования показали, что в период правления Караханидов короткое время на территории современного Чиназа выпускались дирхемы, но наименование монетного двора передано на них иначе (Чинанчикет). Чинанчикетом этот город называют и рукописные источники.
Чиназ в средние века являлся городом, где останавливались караваны перед переправой на другой берег Сырдарьи. Также он служил местом торгового обмена и как ремесленный центр. В Чиначкете сосредотачивались военные гарнизоны.
Вот как описывает Чиначкет Ю.Ф. Буряков в своей книге «Городская культура Ташкентского оазиса поры раннего феодализма»: «Города здесь вырастают и как пункты переправ и остановок караванов, торгового обмена, и как ремесленные центры и средоточие гарнизонов. Это Чиначкет, Данфегакет, Банункет, мадина Чач, Нуджкет, Джабгукет, Хатункет».
Все эти особенности запечатлены и в топографии, и в структуре городов. Наряду с крепостями (Нуджкет, Джабгукет, Кухисим), формируются типичные средневековые города с цитаделью, шахристаном, развивающимся ремесленным предместьем (мадина Чача, Тункет, Туккет, Данфеганкет), города с обширными площадями для пригоняемого из степи скота и местами остановки кочевников (Чиначкет), слабо развитые предгорные пункты обмена (Фарнкет, Ардаланкет).

### Период  Российской Империи

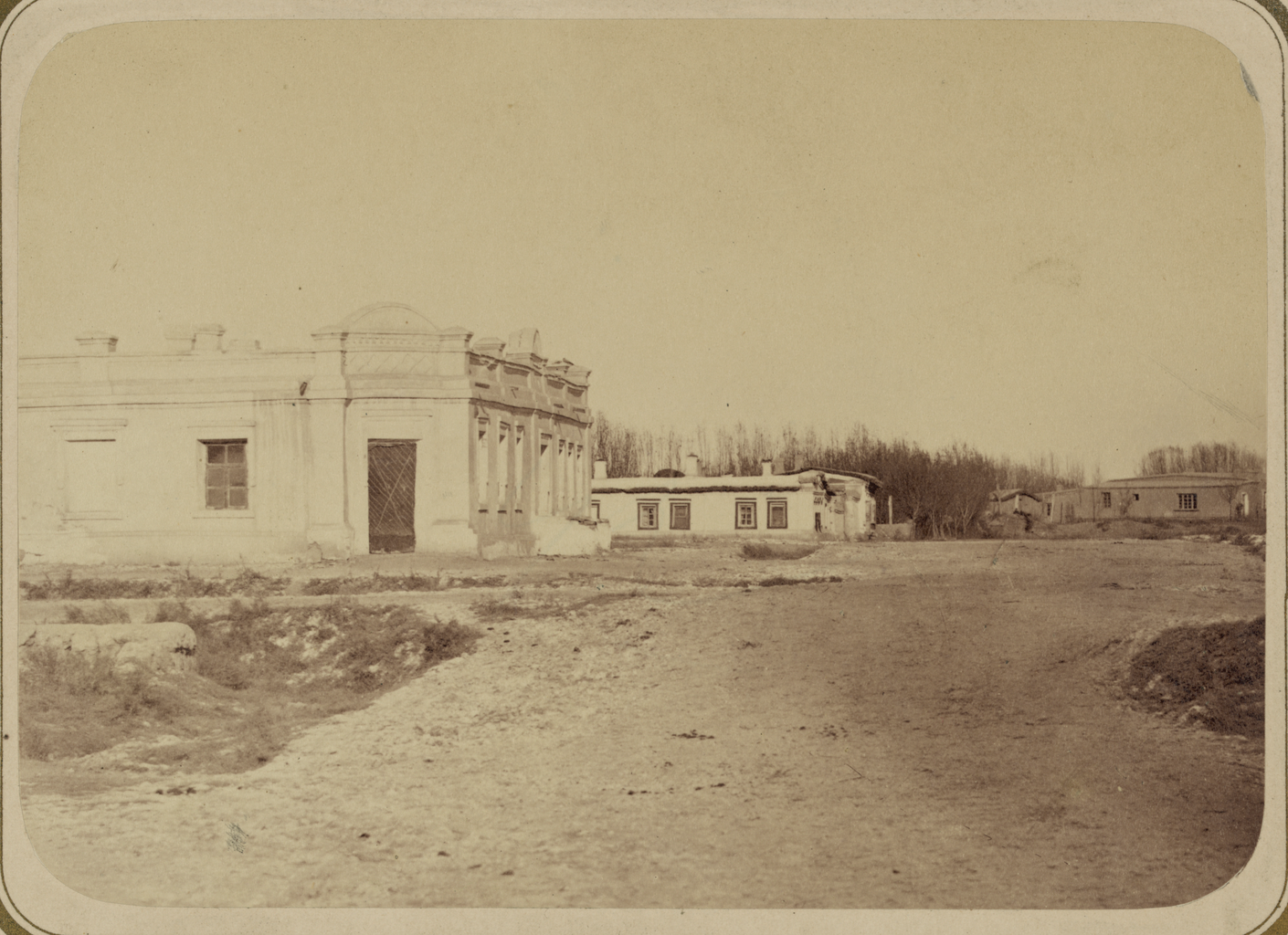
Chinaz 18 век

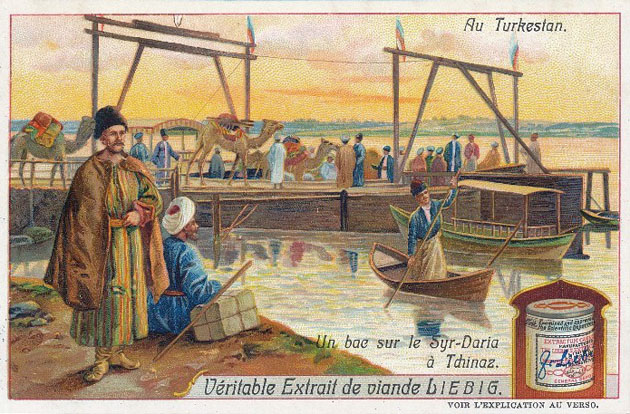
Немецкая реклама мясного экстракта с изображением паромной переправы у Чиназа (1907 г.)

Посёлок Новый Чиназ был основан 4 апреля 1866 года исполняющим должности военного губернатора Туркестанской области генерал-майором Романовским.
Рапорт о возведении укрепления:
И.д. военного губернатора Турк. обл. командующему войск. Оренб. окр.; 4 апреля 1866 г. №370.  (Пометка: «получ. 25 апреля 1866 г.»). Турк. окр. арх. 1666 г. №30. Шт. Оренб. корп.
Желая воспользоваться настоящим сбором наших войск и не терять удобного для работ времени, я счёл полезным перенести укр. Чиназ на другое место, на правый берег Сыр-Дарьи при впадении в последнюю реки Чирчика.
К перенесению укрепления меня понудило неудобство расположения старого Чиназа по устройству его верков, недостаток внутри крепости воды и нездоровый воздух, так как с восточной стороны почти вплоть к укреплению примыкают болота, дающие испарения, весьма вредно действующие на здоровье гарнизона, порождая в нем лихорадки и т.п. болезни.
Место нового пункта для укрепления важно в том отношении, что с верков его можно свободно обстреливать всю предлежащую местность по правой и левой стороне Дарьи, а также и потому, что под выстрелами укрепления находится единственный на р. Чирчике брод, возможный для переправы во всякое время года.

Близость пункта к Дарье представляет хорошую и вполне безопасную стоянку для наших пароходов, что также представляет немало важности, потому что на протяжении 800 вёрст по Дарье, начиная от укр. Джулек, пароходы не имеют ни одной безопасной стоянки.
|  |  |  |
|  |  |  |

|  |  |  |
|  |  |  |
|  |  |  |
|  |  |  |

### После обретения независимости
В народе ходят 2 названия города: «Русский» и «Узбекский» Чиназ, соответствующие современной и старой, дореволюционной части города.

## География
Расположен на слиянии рек Чирчик и Сырдарья и известен как рыбный город. В городе есть железнодорожная станция, находящаяся в 63 км юго-западнее Ташкента. Через Чиназ проходит магистральная автомобильная дорога M-39 Ташкент—Термез.

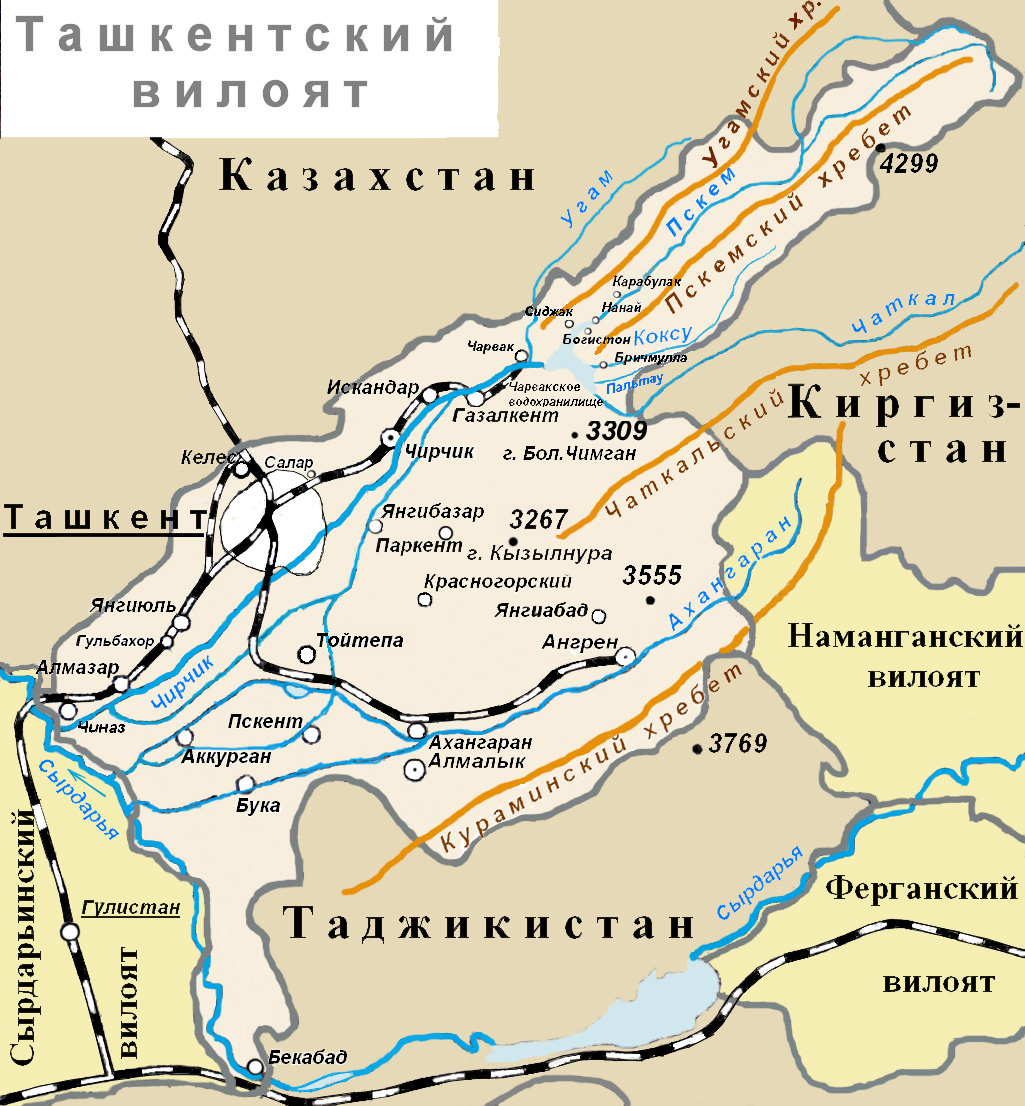
Карта-схема Ташкентской области

## Промышленность
Промышленные предприятия города: хлопкоочистительный завод, комбинаты стройматериалов и конструкций, нерудных материалов.

## Население
| 1939 | 1959  | 1970    | 1979    | 1989    |
| ---- | ----- | ------- | ------- | ------- |
| 5041 | ↗7901 | ↗10 975 | ↗13 959 | ↗21 481 |

Узбеки представляют основную часть национального состава.

## Известные персоны
- Ахунова, Турсуной — дважды Герой Социалистического труда, бригадир механизированной бригады хлопкоробов колхоза имени С.М. Кирова.
- Валлиулин Шайбек — лауреат многих государственных наград, главный инженер хлопкоочистительного завода города Чиназ.

## Флора и фауна

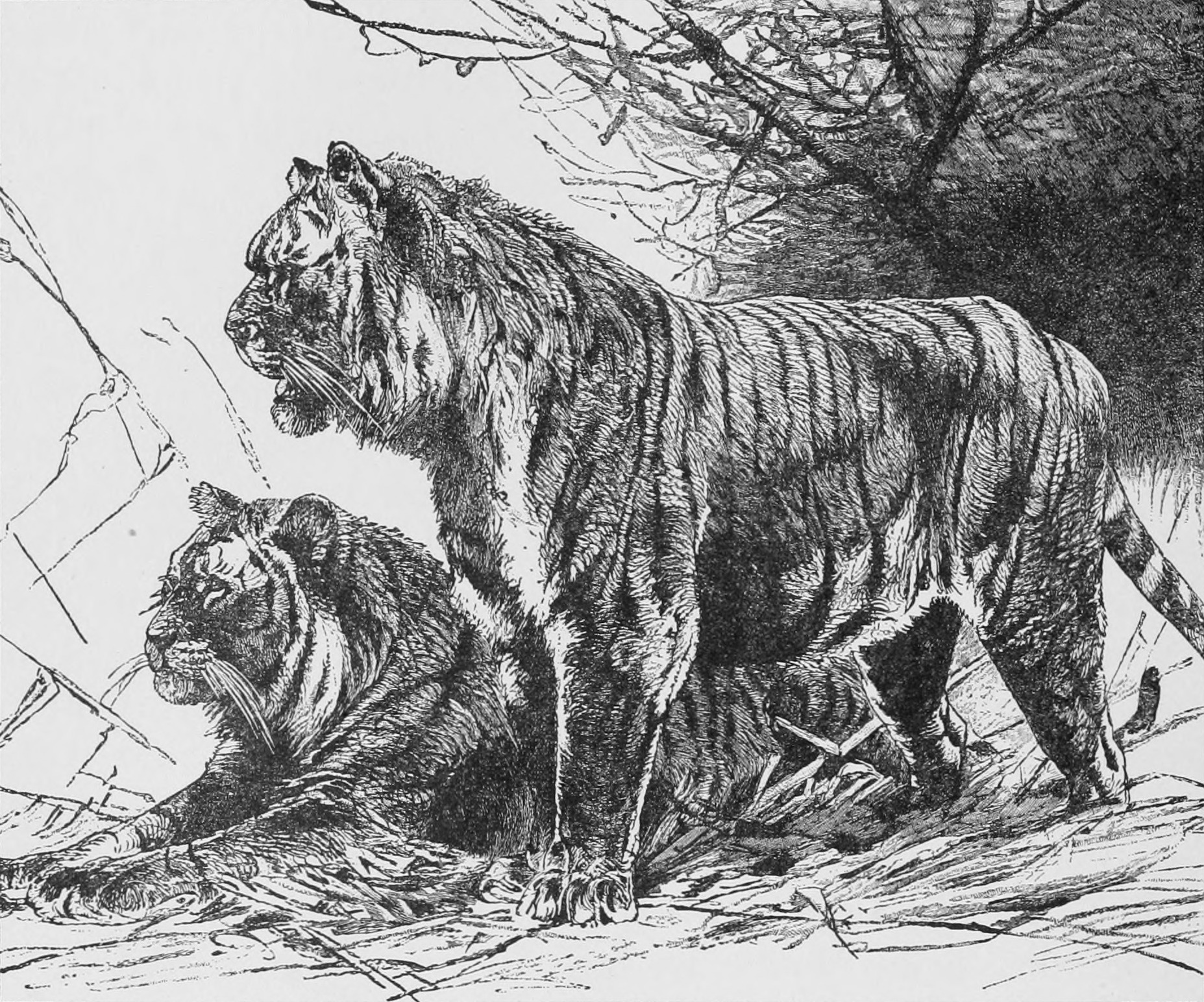
Туранский тигр, обитавший вблизи Чиназа

В окрестностях Чиназа до конца XVIII века водились тигры, о чём свидетельствуют заметки историков того времени. В частности, в тексте книги «Воспоминание» автора В.А. Полторацкого, путешествовавшего в 1871 году в данном регионе, говорится следующее:
«Надо сказать, что уже во время моего личного пребывания в Туркестане, случилось здесь, и именно в Чиназе, два необыкновенных появления тигра в самом городе.
Как в прошлом, так и в нынешнем (1871) году среди белого дня и, что замечательнее всего, оба раза в страстной четверг заскакивали на самую площадь крепости огромные тигры, загнанные потом народом на пустые, кругом каменными стенами ограждённые дворы, где и были убиты штуцерными пулями сбежавшихся по тревоге солдат.
Но и здесь победа досталась не без жертв. Прошлогодний тигр, защищая свою жизнь, изуродовал 7 человек, а нынешний — 11, из числа которых большая половина умерла в здешнем госпитале.
Чучело из великолепной шкуры последнего тигра, громадного объема и отличной выделки, уже красовалось на нижней террасе генерал-губернаторской дачи и не знаю, как на других, но на меня, когда я увидел её в первый раз, она, т.е. тигра, произвела, — греха таить нечего, — далеко не из самых приятных впечатлений...»